# Березовка (Усвятський район)
Березовка (рос. Березовка) — присілок в Усвятському районі Псковської області Російської Федерації.
Населення становить 15 осіб. Входить до складу муніципального утворення Усвятська волость.

## Історія
Від 2015 року входить до складу муніципального утворення Усвятська волость.

## Населення
| 2001 | 2002 | 2010 |
| ---- | ---- | ---- |
| 44   | ↘26  | ↘15  |